# Brunettia exigua
Brunettia exigua är en tvåvingeart som beskrevs av Quate 1967. Brunettia exigua ingår i släktet Brunettia och familjen fjärilsmyggor. Inga underarter finns listade i Catalogue of Life.